# Glenwood (ort i Kanada, Newfoundland och Labrador)
Glenwood är en ort i Kanada.   Den ligger i provinsen Newfoundland och Labrador, i den östra delen av landet, 1 600 km öster om huvudstaden Ottawa. Glenwood ligger 33 meter över havet och antalet invånare är 845.
Terrängen runt Glenwood är huvudsakligen platt. Glenwood ligger nere i en dal. Trakten runt Glenwood är nära nog obefolkad, med mindre än två invånare per kvadratkilometer.. Glenwood är det största samhället i trakten.
I omgivningarna runt Glenwood växer i huvudsak blandskog.